# Vaatwandstijfheid
Vaatwandstijfheid, of arteriële stijfheid, is een van de vroegst waarneembare manifestaties van verslechterende structuur en functie van de slagaderlijke vaatwand. Met name de centrale (grote) slagaderen zijn onderhevig aan deze veranderingen. Pathologische verstijving van de slagaderen wordt arteriosclerose genoemd (niet te verwarren met atherosclerose.) Verscheidene studies hebben aangetoond dat een verhoogde vaatwandstijfheid een onafhankelijke voorspeller is van hart- en vaatziekten (HVZ) en sterfte in het algemeen.
Slagaderen (arteriën) zijn bloedvaten die het bloed van het hart naar de weefsels vervoeren. Daarnaast dienen ze als een buffer om het pulsatiele karakter van de bloedstroom, veroorzaakt door de samentrekkingen van het hart, om te zetten in een constante bloedstroom. Dit wordt het Windkessel-effect, of windketeleffect, genoemd. Verstijving van de slagaderen heeft als gevolg dat het hart harder moet pompen om een adequate bloedstroom te onderhouden en dat deze bufferfunctie minder goed werkt. Deze gevolgen zijn waar te nemen als een verhoging van de bloeddruk in het algemeen (hypertensie), een verhoging van de polsdruk en een versnelling van de polsgolf.

## Oorzaken

### Veroudering
De structuur van de slagaderwand is niet overal gelijk. Elastische bestanddelen (elastine) zijn bijvoorbeeld veel meer terug te vinden dicht bij het hart (zoals het beginstuk van de aorta) en stijvere bestanddelen (collageen) zijn meer terug te vinden verder verwijderd van het hart (zoals de slagaderen in het been.) Collageen is veel stijver dan elastine. Bij het ouder worden is de slagaderwand onderhevig aan slijtage. Het elastine breekt en rafelt in de loop der tijd door het pulsatiele karakter van de hartslag en wordt door het lichaam vervangen door het stijvere collageen (verschillende soorten) en/of wordt de lokale collageenstructuur verstevigd door crosslinking van nabijgelegen collageenvezels.

### Hypertrofie
Bij diverse aandoeningen kan de spiermassa in de vaatwand toenemen (hypertrofie) en leiden tot verstijving.

### Atherosclerose
Atherosclerose is een specifieke vorm van arteriosclerose waarbij de slagaderwand op bepaalde plaatsen dikker en harder wordt als gevolg van een ontstekingsreactie. De ontstekingsreactie veroorzaakt plaque-vorming die een lokale verstijving geeft van de slagaderwand. De gevolgen van atherosclerose gaan verder dan alleen verstijving van de wand (o.a. trombose, embolie, turbulentie). Atherosclerose wordt in de volksmond 'aderverkalking' genoemd. Dit is een verkeerde term daar het altijd slagaderen (arteriën) betreft en nooit aderen (venen). Daarnaast is verkalking slechts een onderdeel van atherosclerose.

## Gevolgen
Bij verstijving van de slagaderwand zal het hart harder moeten pompen om een adequate bloedstroom naar de weefsels te onderhouden en wordt het pulsatiele karakter van de hartslag minder goed opgevangen. Dit kan leiden tot verdikking van de hartspier (linkerventrikelhypertrofie), hoge bloeddruk in het algemeen (hypertensie), een versnelling van de polsgolf en een verhoging van de polsdruk (cf. geïsoleerde systolische hypertensie). Samen met bepaalde afwijkingen in de vetstofwisseling kunnen deze veranderingen leiden tot ontstekingen in de vaatwand en uiteindelijk tot atherosclerose.

### Verdikking van de hartspier
Het hart is een spier. Net als elke andere spier wordt zij groter en sterker bij een toegenomen belasting over een langere periode. In de grote bloedsomloop is het de linker kamer (ventrikel) die in de pompfunctie voorziet. De verdikking van de linkerkamer wordt linkerventrikelhypertrofie genoemd. Door de verdikking wordt het voor de kransslagaderen steeds lastiger het hart te voorzien van voldoende voedingsstoffen en zuurstof. De vraag is groter door de toegenomen arbeid van het hart en het aanbod is kleiner door de toegenomen spanning in de wand van het hart (cf. wet van Laplace). Dit kan uiteindelijk leiden tot linker hartfalen.

### Hoge bloeddruk
De effecten van de vaatwandstijfheid op de bloeddruk zijn complex. Niet alleen wordt de druk verhoogd doordat het hart harder moet pompen. De vorm en snelheid van de drukgolf worden eveneens beïnvloed. Als het linkerventrikel samentrekt wordt naast een bepaalde hoeveelheid bloed (slagvolume) ook een drukgolf de slagaderen ingestuurd. Deze drukgolf is vele malen sneller dan de bloedstroom. Gaandeweg door de afnemende diameter (tapering) van de slagaderen, ter hoogte van vertakkingen en door vernauwingen kaatst deze drukgolf binnen een hartslag terug naar het hart. Vreemd genoeg vormen deze terugkaatsingen samen een enkele tweedegraads drukgolf die zich in tegenovergestelde richting (naar het hart toe) verplaatst. Een drukgolf wordt in deze zin meestal polsgolf of pulsgolf genoemd. Bij verstijving van de vaatwand verplaatst de polsgolf zich sneller door de vaten en kan de teruggekaatste golf de eerste golf (en omgedraaid) in belangrijke mate versterken (augmentatie). Polsgolfanalyse (Pulse Wave Analysis, PWA) is de beoordeling van de vorm van de polsgolf. Bij de polsgolfsnelheid (Pulse Wave Velocity, PWV) wordt alleen naar de verplaatsingssnelheid van de polsgolf gekeken.

#### Versnelling van de polsgolf en verhoging van de polsdruk
Ten eerste kan een snellere polsgolf meer schade aanrichten dan een tragere polsgolf. Meting van de polsgolfsnelheid is de meest directe methode om een idee te krijgen van de vaatwandstijfheid. Ten tweede wordt de versterking van de polsgolf steeds belangrijker. Dit kan ertoe leiden dat de bovendruk (systolische bloeddruk) toeneemt en de onderdruk (diastolische bloeddruk) afneemt. Het verschil (bovendruk min onderdruk) noemt men de polsdruk. Zowel de toegenomen polsgolfsnelheid als, in mindere mate, de polsdruk zijn onafhankelijke voorspellers van hart- en vaatziekten en sterfte in het algemeen.

#### Verhoging van de centrale bloeddruk
Met behulp van Fourieranalyse is een transferfunctie (TF) af te leiden die een armbloeddruksignaal behoorlijk nauwkeurig (95% overeenkomst) om kan zetten in een aortabloeddruksignaal. De aortabloeddruk net na het hart wordt de centrale bloeddruk genoemd. De centrale bovendruk is bij soepele vaten lager dan de bovendruk ter hoogte van de arm (amplificatiefenomeen). Bij stijve vaten is er nog maar weinig verschil te zien. De centrale bloeddruk is een betere voorspeller van hart- en vaatziekten dan de armbloeddruk, maar het voordeel is marginaal. Een uitzondering hierop zijn jonge mensen met geïsoleerde systolische hoge bloeddruk. Het amplificatiefenomeen kan een te hoge bovendruk geven in de arm, terwijl de centrale bloeddruk normaal is. Behandeling wordt dan niet noodzakelijk geacht.

## Meetmethoden
Bij het vaststellen van de vaatwandstijfheid gaat het met name om de aorta. Vooral omdat hier de bufferfunctie het belangrijkst is en omdat in pathologische omstandigheden vaten verder van het hart verwijderd (perifere vaten) in vergelijking veel minder worden beïnvloed. Zoals eerder gesteld is de samenstelling van de vaatwand niet overal gelijk. Als men spreekt over "de" vaatwandstijfheid heeft men het bij gevolg altijd over de gemiddelde vaatwandstijfheid over een bepaald traject. Bij voorkeur worden methoden toegepast die niet schadelijk zijn voor de patiënt (non-invasieve methoden). Voor het bepalen van de gemiddelde stijfheid van de aorta is dit bijzonder lastig. De aorta ligt immers goed beschermd in het lichaam. 

### Polsgolfsnelheid
De stijfheid van de aorta zelf is niet direct te bepalen. Wel bestaat er een direct verband tussen de snelheid van de polsgolf (polsgolfsnelheid) en de stijfheid van de aorta. Dit verband wordt teruggevonden in de Moens-Kortewegvergelijking.
{\displaystyle \mathrm {PWV} ={\sqrt {\dfrac {E_{inc}\cdot h}{2r\cdot \rho }}}}
Hierbij worden wel enkele aannames gedaan. De stijfheid (incrementele elasticiteitsmodulus, Einc) heeft alleen een direct verband met de polsgolfsnelheid (PWV) als de dichtheid van het bloed (ρ) en de verhouding tussen de vaatwanddikte (h) en de vaatdiameter (2r) over het traject niet veranderen. Dit blijkt voor de aorta voldoende waar te zijn om zinvolle metingen te kunnen verrichten. Voor een schatting van de gemiddelde polsgolfsnelheid in de aorta zijn er twee meetpunten in de aorta nodig. Daarbij moet kunnen worden beoordeeld hoe ver deze twee punten in het vaattraject van elkaar verwijderd zijn en hoeveel het tijdverschil is tussen de aankomst van de polsgolf in het ene punt en de aankomst van de polsgolf in het andere punt. De (intravasculaire) afstand gedeeld door dit tijdverschil is de polsgolfsnelheid. Een goede methode maakt gebruik van kernspintomografie (Magnetic Resonance Imaging, MRI). Daarmee kan de afstand goed gemeten worden. Deze methode is echter omslachtig en duur en wordt daarom vooralsnog alleen toegepast in het kader van onderzoek. Met behulp van echografie en doppler-technologie is eveneens een goede schatting van de polsgolfsnelheid in de aorta te maken. Deze methode is nog altijd te omslachtig en duur om in de kliniek te worden toegepast. Voor de kliniek is een methode gevonden die geen gebruik maakt van medische beeldvorming. Deze methode is simpel en goedkoop genoeg om op grote schaal te worden toegepast. Met behulp van bepaalde technieken (oscillometrisch, occlusieve applanatietonometrie) wordt de polsgolf op twee vaste plaatsen gemeten, namelijk ter hoogte van de halsslagader (arteria carotis) en de dijbeenslagader (arteria femoralis). Deze methode wordt de carotide-femorale polsgolfsnelheid (carotid-femoral Pulse Wave Velocity, cfPWV) genoemd en blijkt een goede schatting van de gemiddelde polsgolfsnelheid over de aorta. Over de beste schatting van de afgelegde afstand bestaat nog wat controverse. Er wordt echter altijd over het lichaam een afstand gemeten (met of zonder correctiefactor) om een idee te krijgen van de te bepalen afstand. Omdat de aorta niet altijd dezelfde vorm binnen het lichaam heeft, blijft dit hoe dan ook een wat grove schatting. Factoren die dit beïnvloeden zijn onder andere leeftijd, geslacht, lichaamsbouw en (duratie van) onderliggende aandoeningen zoals hoge bloeddruk. De cfPWV wordt momenteel gezien als de 'gouden standaard' omdat het de meest betrouwbare en reproduceerbare risicofactor is die een direct verband houdt met de gemiddelde stijfheid van de aortawand.

### Carotide distensibiliteit
Een andere methode is met behulp van echografie de uiteenzetting (distensibiliteit) van de halsslagader (carotide) te bekijken. Er blijkt een goed verband te zijn tussen de stijfheid (het omgedraaide van de uiteenzetting) van de halsslagader en de aorta. De mate van uiteenzetting van de halsslagader over een volledige hartslag wordt daarbij vastgelegd.

### Intima-mediadikte
Ook kan men met behulp van echografie de dikte van de vaatwand (intima-media-dikte, IMT) bekijken wat eveneens een goed verband lijkt te hebben met de stijfheid van de aorta.

### Augmentatie-index
De eerder genoemde teruggekaatste polsgolf kan de oorspronkelijke polsgolf versterken. De mate van versterking noemt men de augmentatie-index. De augmentatie-index is eveneens afhankelijk van andere factoren dan de vaatwandstijfheid en het directe verband is daarom zwak.

## Toepassing
De cfPWV wordt door de European Society of Hypertension en de European Society of Cardiology (ESH, ESC) sinds 2013 en de Fifth Joint Task Force (bestaande uit de ESC en andere organisaties) sinds 2012 aangeraden als aanvullende marker voor het opmaken van een cardiovasculair risicoprofiel. Vooral omdat er inmiddels weinig twijfel meer bestaat of het een waardevolle bijdrage kan leveren in de beslissing wel of niet (en hoe) te behandelen. In Nederland worden deze richtlijnen vooralsnog niet algemeen geaccepteerd. Bedacht moet worden dat de Nederlandse multidisciplinaire richtlijn (zelf uit 2012) zich beroept op de richtlijnen van de Fourth Joint Task Force uit 2007 en niet van de Fifth Joint Task Force uit 2012.
Het advies wat betreft metingen van de vaatwandstijfheid zijn van gelijke aard in de ESH/ESC richlijnen uit 2018  en de Sixth Joint Task Force richtlijnen uit 2016'. Als standaardbepaling worden dergelijke metingen nog niet aangeraden. Vooral bij personen met een matig risico (10-20% risico op ziekte of sterfte door hart- en vaatziekten in 10 jaar) kunnen zij echter de behandelingskeuze significant beïnvloeden.

## Behandeling
Diverse vormen van hoge bloeddrukmedicatie kunnen worden toegepast om de vaatwandstijfheid te verlagen. De beste resultaten worden geboekt met calciumkanaalblokkers en blokkers van het renine-angiotensine-aldosteronsysteem. Klassieke bètablokkers lijken de centrale vaatwandstijfheid maar weinig te verlagen of in sommige gevallen zelfs te verhogen. De nieuwere bètablokkers lijken betere resultaten te geven.